# Johann Heinrich Müller
Johann Heinrich Müller (Riedikon, nu een plaats in de gemeente Uster, 1 januari 1879 – Wädenswil, 2 augustus 1959) was een Zwitsers componist, dirigent, klarinettist en muziekuitgever. Hij behoort naast Gian Battista Mantegazzi en Stephan Jaeggi tot de pioniers van de authentieke blaasmuziek in Zwitserland. 

## Levensloop
Müller kwam al in zijn jonge jaren met de blaasmuziek in contact. Bij leden van de Musikverein "Alpenrösli" Uster kreeg hij les voor trompet en later voor klarinet. Omdat Müller zich spoedig tot een goede muzikant ontwikkelde gaf de toenmalige dirigent van de vereniging J. H. Bosshard het advies dat hij muziek moest gaan studeren. Hij studeerde aan het Konservatorium für Klassik und Jazz in Zürich bij Lothar Kempter, Friedrich Hegar en Karl Attenhofer. Vervolgens studeerde hij klarinet aan de Hochschule für Musik in Keulen bij Prof. Steinbach. 
Als jonge muziekstudent werd hij al dirigent van de Musikverein Harmonie Pfäffikon en in 1902 eveneens van de Harmonie Wädenswil. Omdat de literatuur voor harmonieorkesten meestal uit Duitsland kwam, werd zij voor de zogenoemde Zwitserse bezetting door Müller bewerkt. Bijvoorbeeld heeft hij de toestemming voor de bewerking van Richard Strauss Till Eulenspiegels lustige Streiche, Tod und Verklärung en Don Juan persoonlijk aangevraagd. Zelf Richard Strauss heeft de arrangementen gewaardeerd met de aanmerking: Donnerwetter, das muss ja besser klingen als für Orchester. In het loop van de jaren werd hij verder dirigent van de blaasorkesten Bürgermusik Flums, Musikverein Harmonie am Bachtel Dürnten-Hinwil, Musikverein Harmonie Wollishofen alsook de Stadtmusik Frauenfeld. Als dirigent van deze verenigingen naam hij deel aan de Eidgenössischen Musikfeste in Bazel (1909), Zug (1923), La Chaux-de-Fonds (1927), Bern (1931), Luzern (1935), Sankt Gallen (1948) en Fribourg (1953) en behaalde met zijn verenigingen goede resultaten. De juryleden loofden zijn buitengewone vakbekwaamheid qua interpretatie en als dirigent.  
Hij was werkzaam in de landelijke federatie van Zwitserse blaasorkesten, de Eidgenössischer Musikverein. In 1949 richtte hij een eigen muziekuitgeverij in Wädenswil op. 
Als componist schreef hij verschillende marsen en drie stukken voor torenblazers. 

## Composities

### Werken voor harmonieorkest
- 1920 Schweizergruß
- 1920 Treu zur Fahne
- 1922 Immer vorwärts
- 1937 Neue Zeit
- 1939 Für Freiheit die Waffen
- 1941 Halt, wer da?
- Frohes Wandern